# سیزده تپه سی
سیزده تپه سی مربوط به دوران‌های تاریخی پس از اسلام است و در شهرستان آبیک، روستای شهرستان واقع شده و این اثر در تاریخ ۱۷ اسفند ۱۳۸۱ با شمارهٔ ثبت ۷۵۴۳ به‌عنوان یکی از آثار ملی ایران به ثبت رسیده است.